# Dieupentale
Dieupentale là một xã của tỉnh Tarn-et-Garonne, thuộc vùng Occitanie, miền nam nước Pháp.

## Di tích

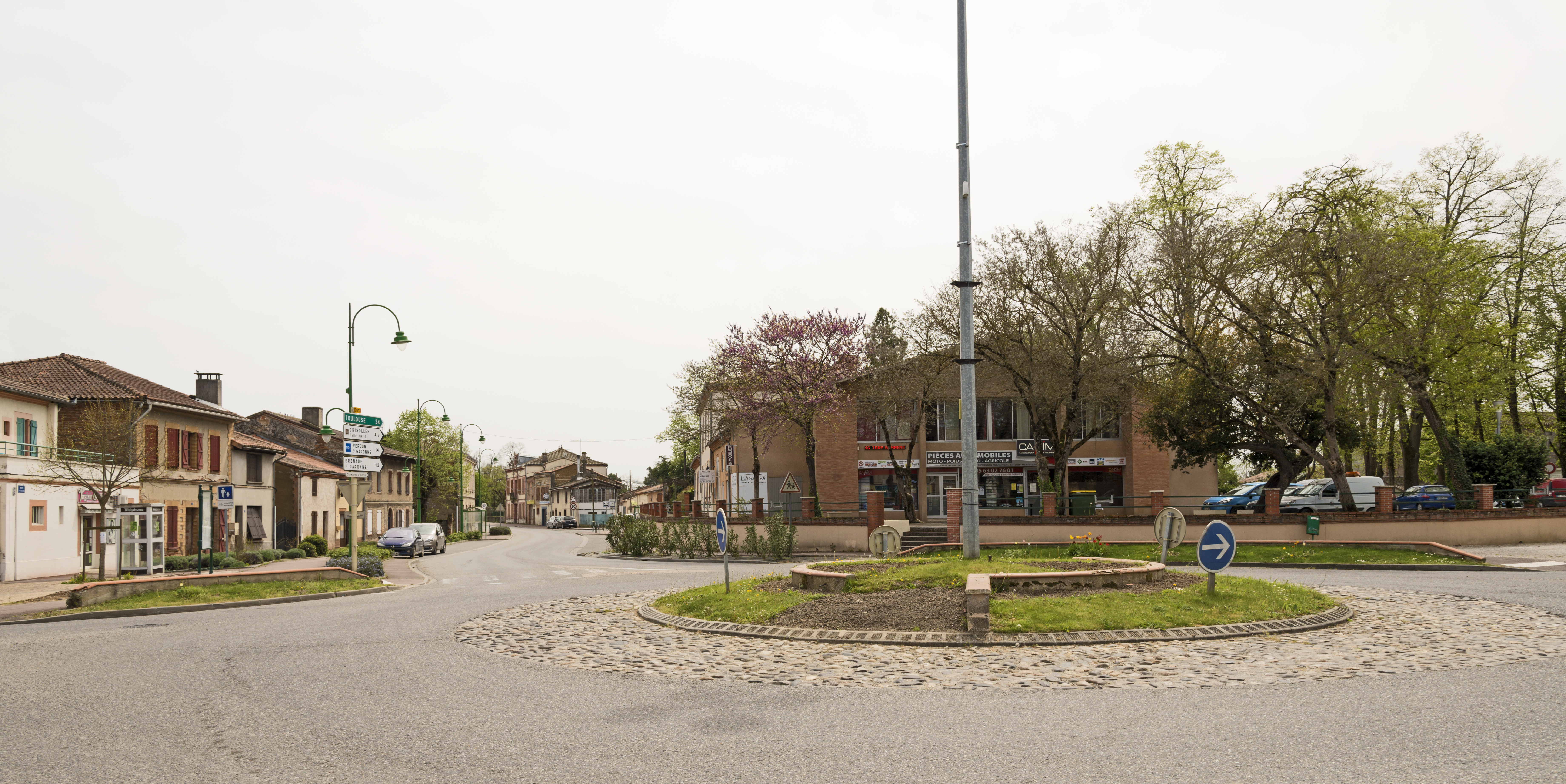
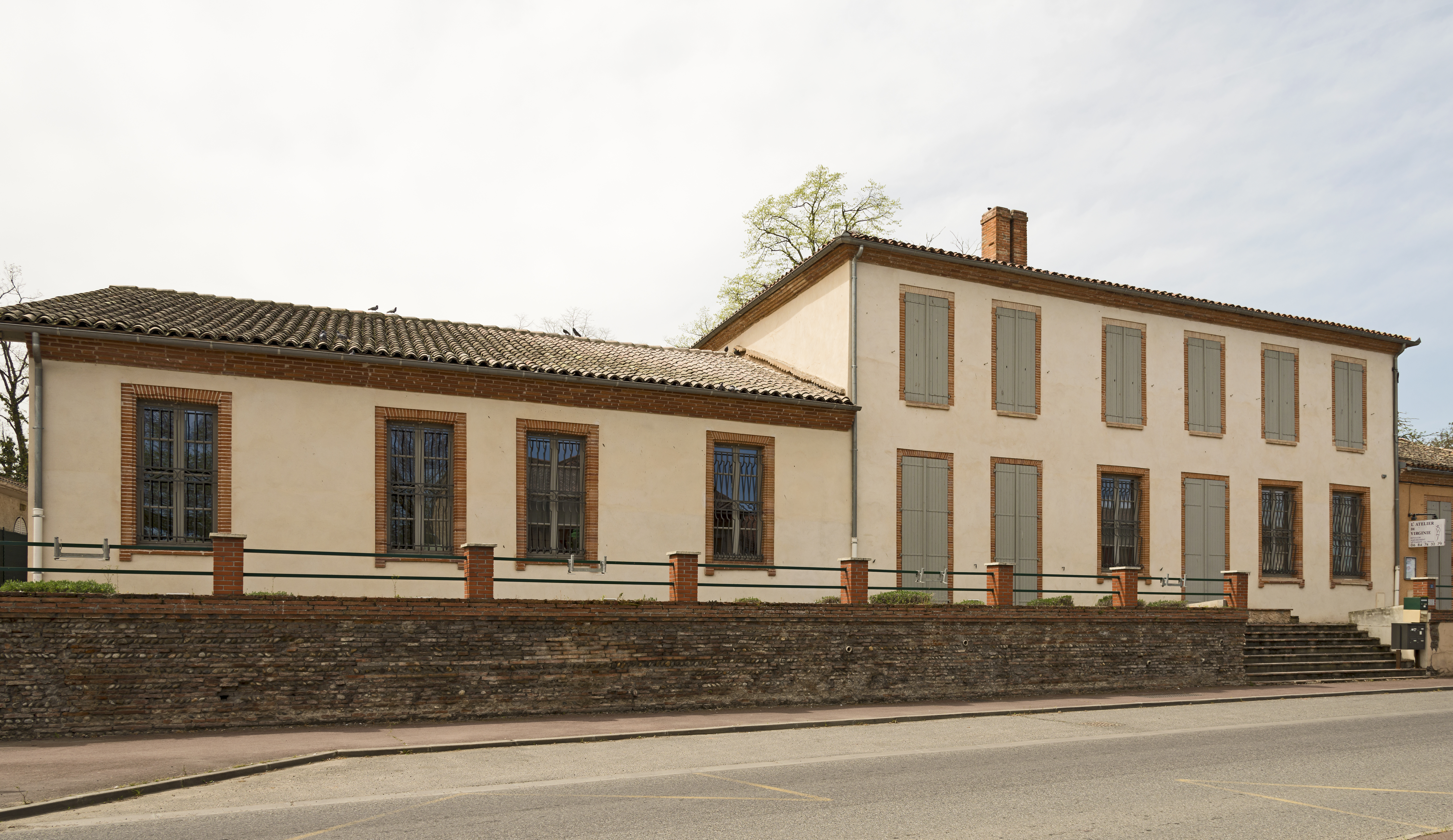
tòa thị chính.
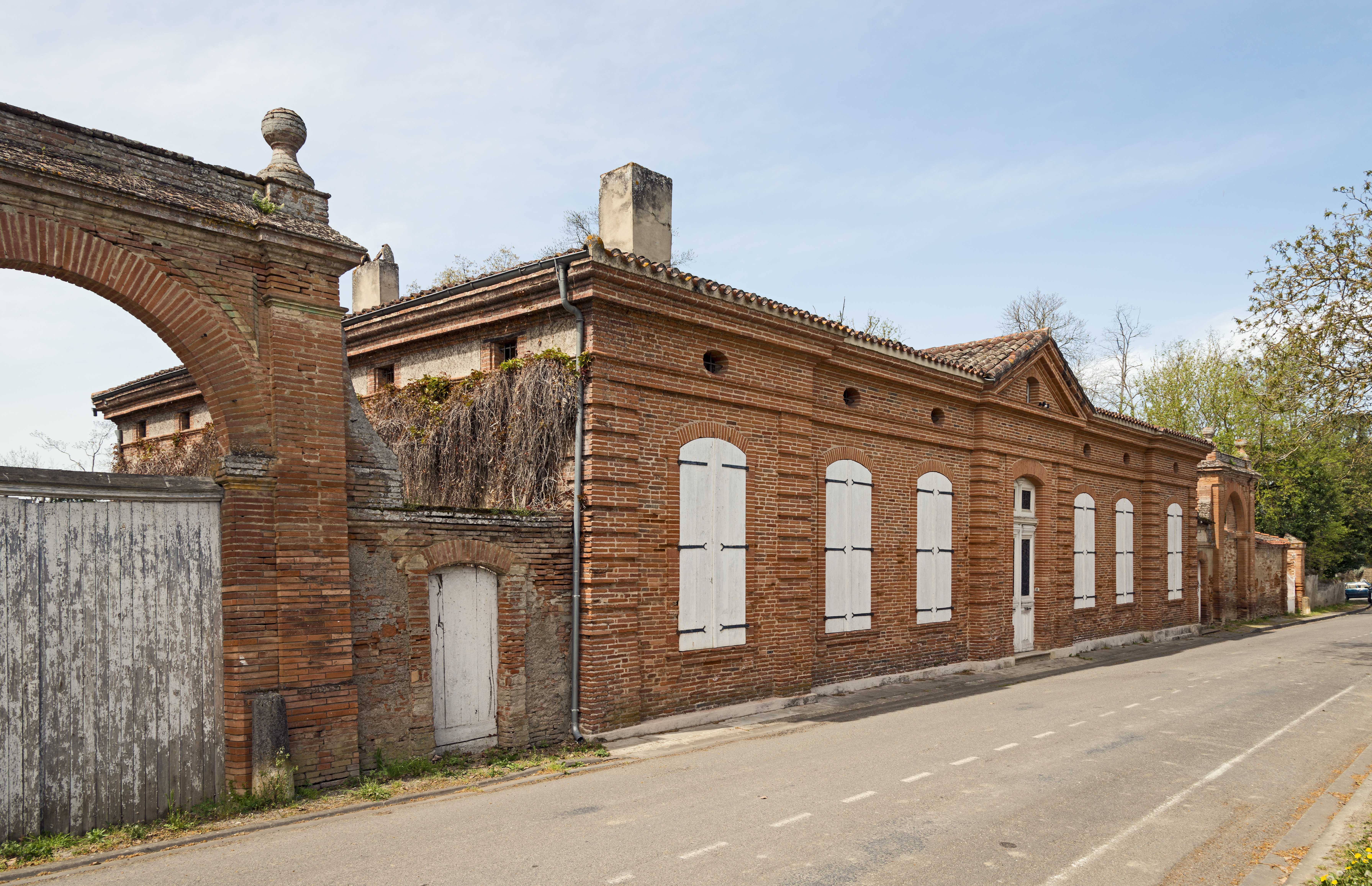
Maison de Laparre de Saint-Sernin.
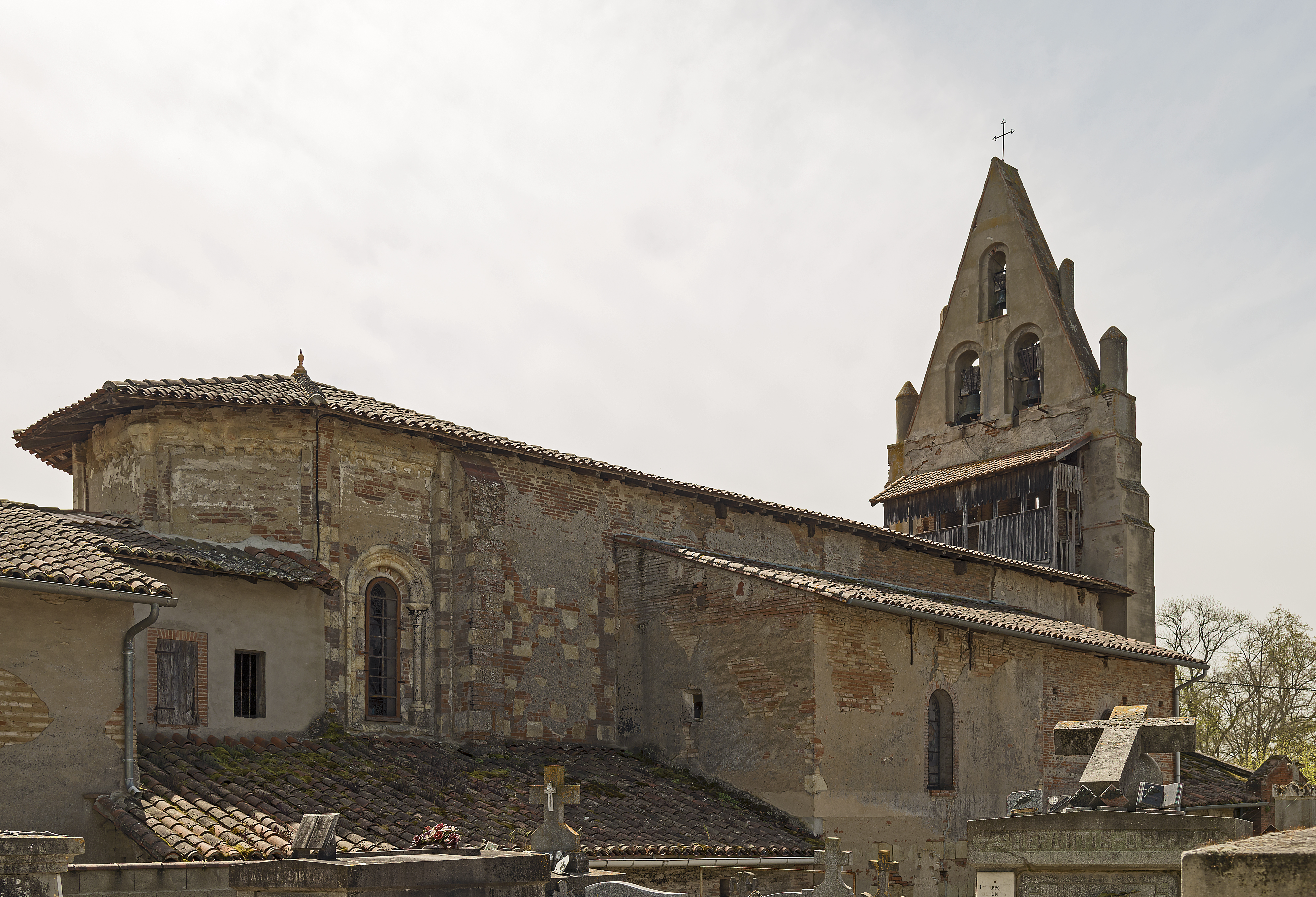
Nhà thờ.
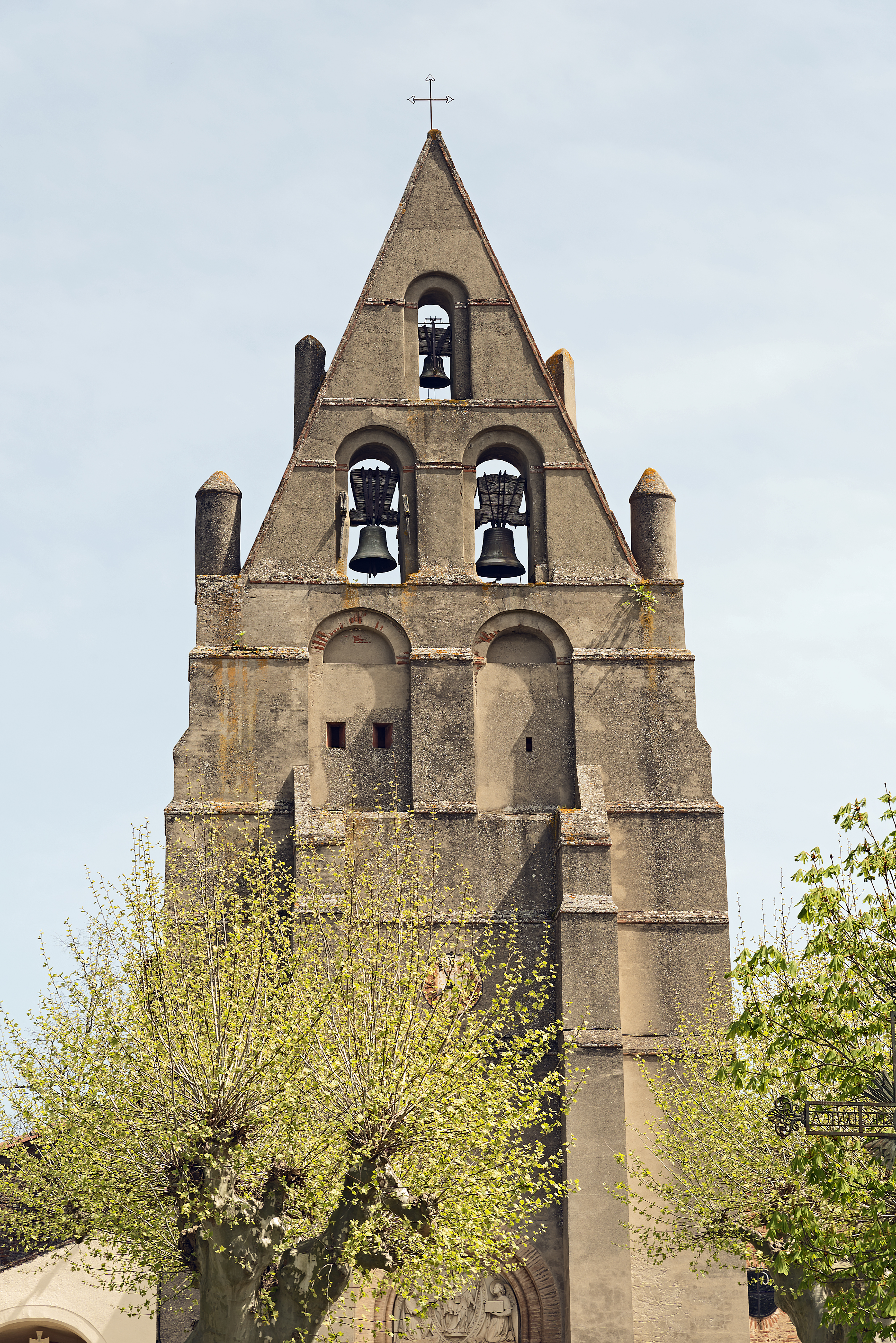
tháp chuông.
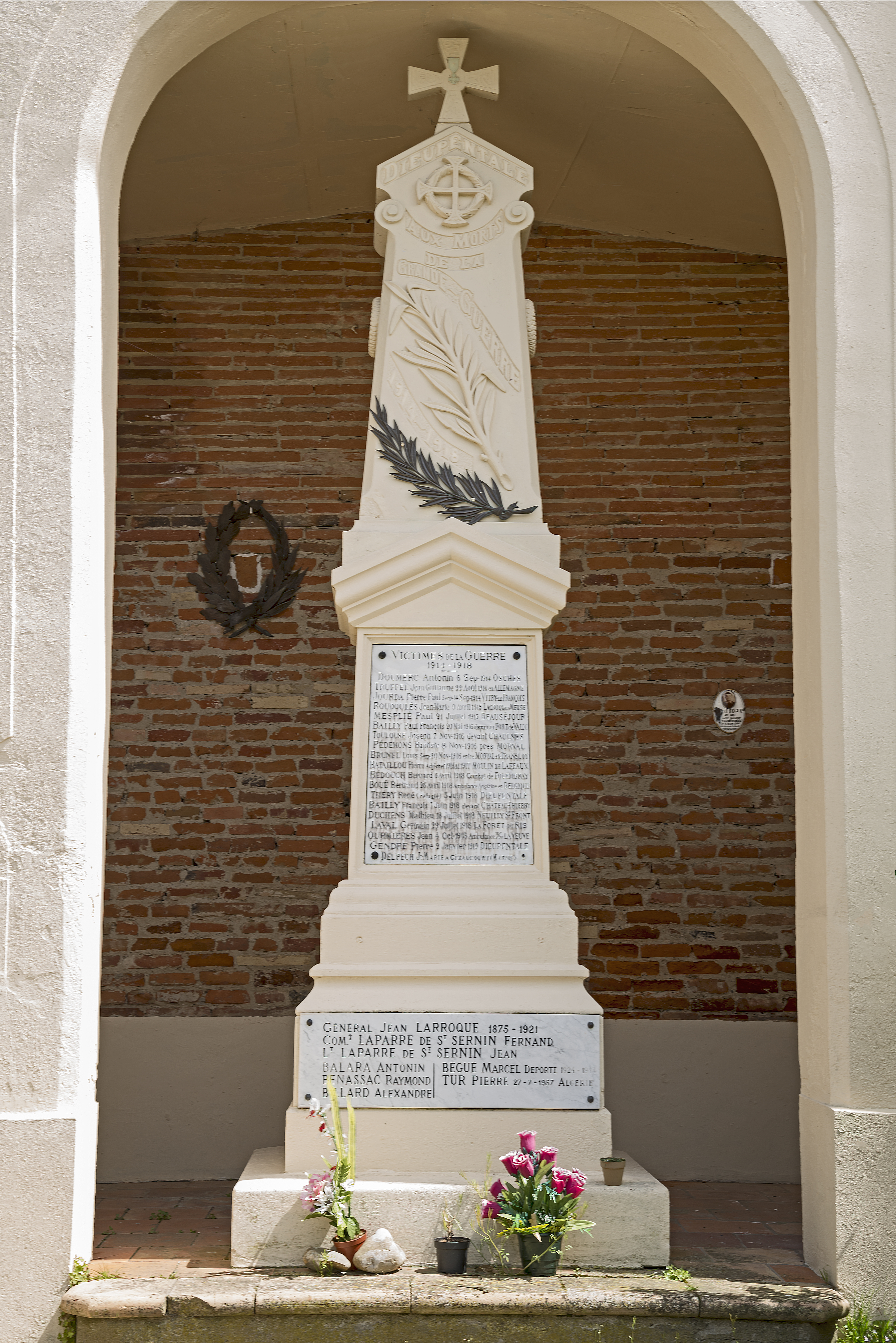
Tưởng niệm chiến tranh.
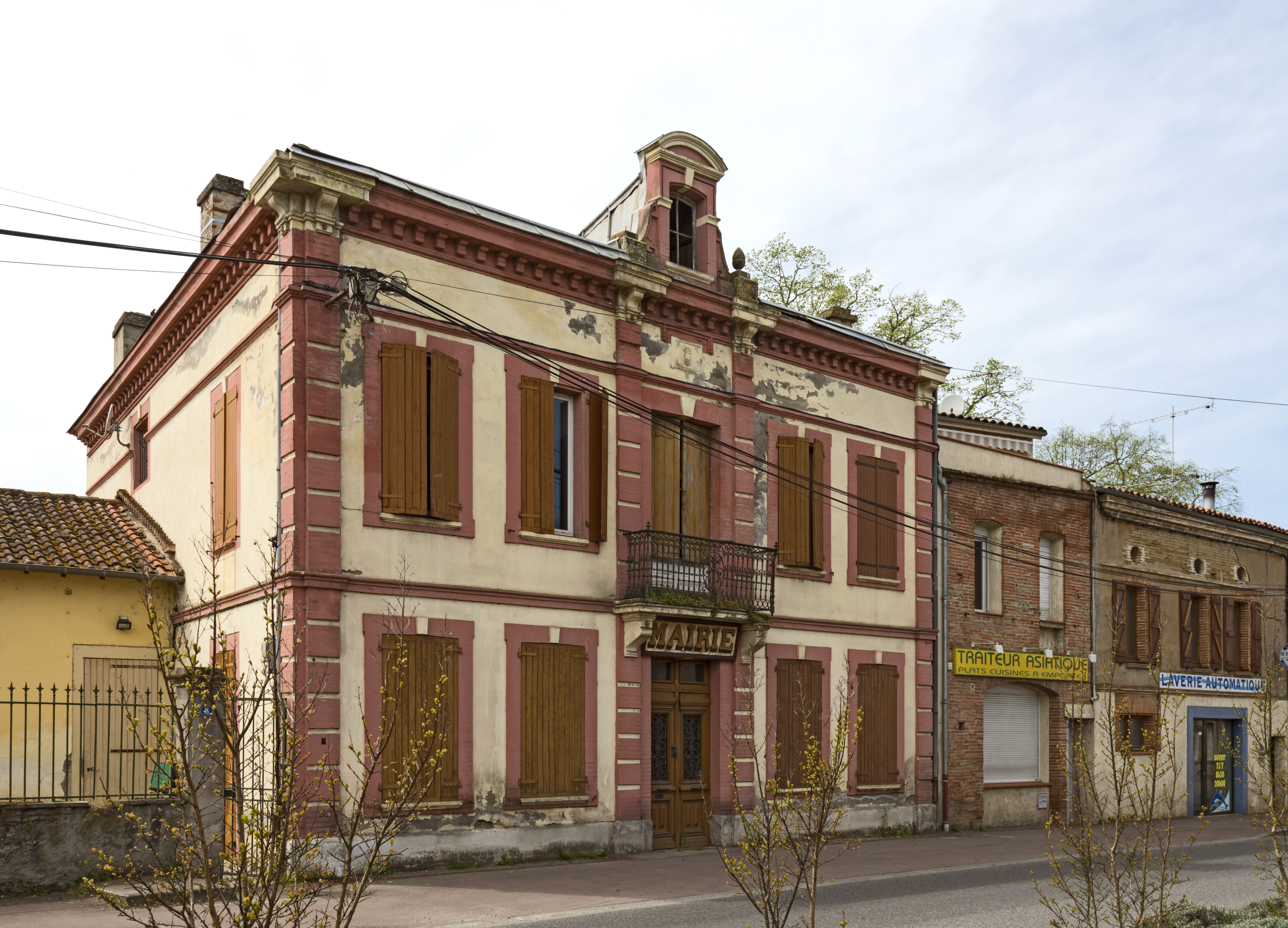
tòa thị chính cũ.